# Мойынкум
Мойынку́м (или Муюнкум; каз. Мойынқұм) — песчаная пустыня в Южном Казахстане, на территории Жамбылской и Туркестанской областей. Протяжённость с юго-востока на северо-запад 500 км. Площадь 37 500 км². Высота до 700 м над уровнем моря. С севера и востока пустыня ограничена долиной реки Чу, с юга — хребтами Каратау и Киргизский Ала-Тоо.
Мойынкум лежит в области тектонического прогиба палеозойского фундамента (Чуйская синеклиза). Сложен перевеянными морскими отложениями и аллювием дельты реки Чу. Преобладают ландшафты заросших и полузаросших глубоко расчленённых песков. Северная часть пустыни представляет собой грядово-бугристую равнину шириной 15—30 км. Центральная часть — высокие песчаные гряды (50-70 метров).
В межгрядовых понижениях близко к поверхности залегают грунтовые воды, часто выходящие на поверхность и образующие озёра. Прогноз о существовании пресных вод был официально подтвержден в 1975 году гидрогеологами. Зондирование буровыми скважинами показало, что под барханами на глубине 400—500 метров расположен большой артезианский бассейн.
Климат в пустыне континентальный. Средние температуры января на западе — −11,2 °C, на востоке от −2 до −7,5 °C; июля 25,6—26,9 °C. Среднегодовое количество осадков от 150 до 330 мм.
Преобладают песчано-пустынные серозёмные и серо-бурые почвы. На склонах барханов растут саксаул, астрагалы; в понижениях — жузгун, полынь. Обитают кабаны, зайцы, суслики, тушканчики, косули, сайгаки, фазаны, волки ,лисы.
Пустыня используется в животноводстве как зимнее пастбище. На территории Муюнкума организованы Умбетское охотничье хозяйство и Андасайский государственный заказник.